# PRIDE.30
PRIDE.30 STARTING OVER（プライド・サーティ：スターティング・オーバー）は、日本の総合格闘技イベント「PRIDE」の大会の一つ。2005年（平成17年）10月23日、埼玉県さいたま市のさいたまスーパーアリーナで開催された。海外PPVでの大会名は「PRIDE 30: Fully Loaded」。

## 大会概要
大会サブタイトル「STARTING OVER」の通り、エメリヤーエンコ・ヒョードルに敗れたミルコ・クロコップと、肩の負傷から復帰したジョシュ・バーネットの双方にとって「出直し」の舞台となった。体格差を生かし圧力で押すジョシュに間合いが取れず、苦しんだミルコだが、グラウンドではマウントポジションを奪い、終始試合をリードし、3-0の判定でミルコが勝利した。
セミファイナルではシュートボクセ・アカデミーへの出稽古を経て、再起戦を行った桜庭和志がケン・シャムロックにTKO勝ちを収めた。
総合格闘技デビュー戦となったアトランタオリンピック柔道ルーマニア代表アレクサンドル・ルングはジェームス・トンプソンにTKO負け。

## 試合結果
第1試合 ヘビー級ワンマッチ 1R10分、2・3R5分
○  ズール vs.  戦闘竜 ×
1R 1:31 TKO（レフェリーストップ：グラウンドの膝蹴り）
第2試合 ミドル級ワンマッチ 1R10分、2・3R5分
○  ムリーロ・ニンジャ vs.  ムラド・チュンカエフ ×
1R 3:31 ヒールホールド
第3試合 ヘビー級ワンマッチ 1R10分、2・3R5分
○  ジェームス・トンプソン vs.  アレクサンドル・ルング ×
1R 2:13 TKO（レフェリーストップ：スタンドパンチ連打）
第4試合 ミドル級ワンマッチ 1R10分、2・3R5分
○  クイントン・"ランペイジ"・ジャクソン vs.  横井宏考 ×
1R 4:45 TKO（レフェリーストップ：サッカーボールキック）
第5試合 ヘビー級ワンマッチ 1R10分、2・3R5分
○  セルゲイ・ハリトーノフ vs.  ファブリシオ・ヴェウドゥム ×
3R終了 判定2-1
第6試合 ミドル級ワンマッチ 1R10分、2・3R5分
○  瀧本誠 vs.  ユン・ドンシク ×
3R終了 判定3-0
第7試合 ミドル級ワンマッチ 1R10分、2・3R5分
○  桜庭和志 vs.  ケン・シャムロック ×
1R 2:27 TKO（レフェリーストップ：左ストレート）
第8試合 ヘビー級ワンマッチ 1R10分、2・3R5分
○  ミルコ・クロコップ vs.  ジョシュ・バーネット ×
3R終了 判定3-0